# منجم أرليت
منجم أرليت هو منجم كبير لليورانيوم يقع بالقرب من أرليت، في الجزء الشمالي من النيجر في منطقة أغاديز. يمثل أرليت أحد أكبر احتياطيات اليورانيوم في النيجر حيث تقدر احتياطياته بـ 47.5 مليون طن من درجات خام اليورانيوم بنسبة 0.014٪.